# Сосуйси-рю
Сосуйси-рю (яп. 双水執流) — древняя школа куми-ути (дзюдзюцу) и коси-но-мавари (кэндзюцу и иайдзюцу), классическое боевое искусство Японии, основанное приблизительно в 1650 году мастером по имени Футагами Ханносукэ Масааки.

## История
Согласно легенде, школа Сосуйси-рю была основана приблизительно в 1650 году (ранний период Эдо) мастером по имени Футагами Ханносукэ Масааки. Создатель стиля был самураем из области Бунго-Такэда, находившейся во владении земель Курода (нынешние префектуры Оита и Фукуока). Масааки практиковал знания семейного боевого искусства Футагами-рю (яп. 二上流) и был высококвалифицированным учеником стиля Такэноути-рю. Из-за уверенности в том, что техники школы Футагами-рю недостаточно совершенным, он отправился в путешествие по Японии для изучения боевых искусств и аскетической практики (муся сюгё (яп. 武者修行)).
Однажды Масааки забрёл в самую глубину горы Ёсино, где он оставался в течение тридцати семи дней, тренируясь в поисках просветления. Во время данной практики он улучшил тонкие моменты техник Футагами-рю и отточил тайные учения данной школы, после чего выделил лучшие, на его взгляд, в единую систему. В один прекрасный день, когда Масааки лицезрел реку Ёсино, он заметил, что вода течёт и неизменно и  размеренно закручивается в водоворот. В этот момент его ум, тело и дух слились воедино. Это событие, называемое сатори, побудило его изменить название Футагами-рю на Сосуйсицу-рю в память о своём опыте.

### Род Ситама
Ситама Матасити, как и Футагами Ханносукэ, был самураем из области Бунго-Такэда и другом основателя стиля. Он пригласил Масааки приехать и остаться с ним в провинции Тикудзэн. Именно там Футагами раскрыл секреты и передал знания школы Сосуйсицу-рю Ситаме Матасити. С этого момента данное боевое искусство стало семейной традицией рода Ситама.
Система дзюдзюцу Ситама сохранялась в Ногата на протяжении более чем 200 лет. В те моменты, когда член семьи Ситама не мог унаследовать школу, протеже должен был брать на себя ответственность за руководство над стилем вплоть до тех пор, пока сын, внук или приёмный сын не сможет взять на себя управление. Книга записей Сосуйси-рю додзё в Фукуоке содержит информацию о преемственности мастеров Сосуйси-рю дзюдзюцу от своего основателя, Футагами Ханносукэ Масааки, вплоть до одиннадцатого наследника, Ситама Ягоро Мунэцуна, который взял на себя управление школой 18 ноября 1833 года.
После смерти собственного приёмного сына, 12-го наследника, Ягоро Мунэцуна вновь взял на себя управление школой и стал 13-м сокэ Сосуйси-рю. Он переместил Сэйрэнся додзё сперва в Уономати в 1880 году, а затем, в 1896 году, в город Фукуока на острове Кюсю. Ситама Ягоро умер в 1897 году в возрасте 87 лет. Додзё Сэйрэнся до сих пор находится в городе Фукуока.
14-м наследником стал Аояги Кибэй. Он успешно обучал множество учеников в своём додзё. В 1911 году Кибэй сменил название своего додзё на нынешнее — Сэкирюкан (яп. 隻流館). Кроме того он начал продвигать школу дзюдо. Кибэй Масанори принял участие в заседании в Дай Нихон Бутокукай в Киото 24 июля 1906 года, вместе с ведущими мастерами дзюдзюцу. Эта встреча была созвана Дзигоро Кано, основателем Кодокан дзюдо, с целью получить разрешение на использование техник этих школ для синтеза дзюдо и формулировании официальных ката. Аояги Кибэй продвинул 68 движений Кимэ-но Ката, и 20 из них были выбраны для официального формирования Кодокан Кимэ-но Ката. Для сохранения традиций, техники дзюдзюцу, иайдзюцу и других боевых искусств сохранились на макимано (свитках) в форме ката для потомков. Кибэй умер в 1929 году в возрасте 59 лет.
В 1925 году Ситама Сюсаку (Сюдзо), приёмный сын Ситама Ягоро Мунэцуна и костоправ, был приглашён в Сэкирюкан додзё, и впоследствии стал 15-м наследником Сосуйси-рю. В 1930 году Ситама Сюсаку окончил дзюдо Бутокукай в Киото и начал преподавать дзюдо и дзюдзюцу в Сэкирюкан додзё в городе Фукуока. Мастер достиг восьмого дана по Кодокан дзюдо и настаивал на том, чтобы его ученики также достигали чёрного пояса по данному боевому искусству прежде, чем им разрешалось изучать техники Сосуйси-рю дзюдзюцу.
Ситама Сюсаку создал очень сильную тренировочную базу по дзюдо в своём додзё и подготовил большое число чемпионов за то время, как он выступал в качестве 15-го наследника Сосуйси-рю. Кроме того, у него обучалось множество престижных студентов, в том числе мэр города Фукуока, городские советники, полицейские, солдаты, торговцы, банкиры, учителя школ и профессора университетов. Ситама Сюсаку также обучал и ряд иностранных студентов, в том числе американцев из клуба дзюдо Итадзукэ.
После смерти Ситама Сюсаку в 1966 году, руководство над додзё в Фукуоке до тех пор, пока следующий наследник не будет готов взять на себя ответственность, взял на себя мастер высшей категории, Ёсимура Масанобу. Однако он скончался в 1976 году, и додзё стало ходить из рук в руки. Тё Хисато Сэнсэй, 8 дан Кодокан дзюдо, управлял школой до своей смерти в 1991 году.
Младший сын Ситама Сюсаку, Ситама Мандзо, стал 16-м наследником после смерти своего отца, но не мог приступить к исполнению своих обязанностей до 1988 года. Лишь в 1998 году он стал руководителем Сэкирюкан додзё, где он преподаёт дзюдо, дзюдзюцу и айкидои по сей день. Сын Ситама Мандзо по имени Сюсаку (в честь отца) также изучает техники дзюдо и дзюдзюцу в рамках подготовки его к инициации, чтобы стать 17-м хранителем традиций Сосуйси-рю. В случае непредвиденных обстоятельств, до вступления в законные права на школу Ситамы Сюсаки, 17-м сокэ будет Деннис Финк.

### Мацуи-ха
В 1888 году мэнкё кайдэн и право на преподавание знаний Сосуйси-рю получил Мацуи Хякутаро Мунэтада.
Мунэтада родился в Фукуоке в феврале 1864 года в семье Мацуи Какицу, самурая княжества Фукуока. Уже с детства он был очарован боевыми искусствами и приступил к тренировкам под руководством своего дяди, Мацуи Кокити, и прямого ученика 11-го наследника Сосуйси-рю Ситамы Мунэцуны. Кроме того, он обучался напрямую о Ситамы Мунэцуны, от которого получил Сингэн но маки. В 1883 году, в возрасте 19 лет, Мунэтада успешно завершил Сэнбондори в Фукуоке. В 1888 году совет Полиции Метрополитена пригласил Мацуи Хякутаро на позицию инструктора должностных лиц полиции города Акасака. В этом же году он переехал в Токио и открыл собственный додзё Собукан, где преподавал боевые искусства.
В 1905 году, он получил титул Сэйрэн-сё (признание хорошей подготовки / работы), а затем в июне 1909 года стал лауреатом премии Кёси-го (звание «главного руководителя»). Мунэтада оставался на своём посту в течение 30 лет вплоть до выхода на пенсию. Он основал Сэйфукудзюцу и посвятил ему свою жизнь, выступая президентом Дай Ниппон Дзюдо Сэйфукудзюцу до своей смерти. В 1927 году организация Бутокукай присвоила ему звание Ханси.
Линия Мацуи Сосуйси-рю называется «Мацуи-ха» и продолжается и по сей день в городе Токио в Сэйрэнкан (яп. 清漣館道場) додзё. Её возглавляет Ёсихико Усуки.

## Программа школы
В программе школы присутствуют техники атэми (атакующие приёмы), укэми, тай-сабаки, кансэцу-вадза и нагэ-вадза (бросковые приёмы), техники вооружённой и безоружной борьбы, небольшое число захватов, работа с оружием (как короткий, так и длинный меч), а также оборонительные и наступательные тактики. Некоторые аспекты практически идентичны тем, что содержатся в программе обучения школы Такэноути-рю, а именно: торитэ, хадэ, когусоку и куми-ути.
Ката в Сосуйси-рю поощряет практикующих в использовании не только оборонительной тактики в качестве защищающегося, но и в качестве нападающего.
В Сэкирюкан учебный план состоит из 48 куми-ути ката, разделённых на набор из 5 навыков: идори (яп. 居捕) — 8 техник, тай-тосю (яп. 対通手) — 8 техник, ёцу-гуми (яп. 四組) — 8 техник, тай-кодати (яп. 対小太刀) — 8 техник, и сонота (яп. 其他) — 7 техник. В дополнение к этом в Сосуйси-рю присутствует ряд техник иайдзюцу и кэндзюцу, обобщенных под термином коси-но-мавари (яп. 腰之廻).

## Сэнбондори
Сэнбондори (яп. 千本取り, «испытание в 1000 очков») — тест, созданный 13-м наследником Сосуйси-рю, Ситама Синго Мунэцугу, в 1868 году. Суть испытания заключается в совершении 1000 бросков оппонентов, которые зовутся «ёсэко», на землю.
Только чёрные пояса допускаются к прохождению данного испытания выносливости, силы духа и умы. В сэнбондори отсутствуют понятия победы и поражения; единственное, что является важным — завершить все 1000 бросков.
По состоянию на 28 марта 2004 года только 355 человека в Японии успешно прошли этот изнурительный тест. Два из них — женщины.
Имена всех людей (начиная с 1868 года), которые успешно прошли сэнбондори (в том числе и интернациональные филиалы), отображаются на стенах Сэкирюкан додзё в Фукуоке, Япония.

## Генеалогия
Официальной и признанной организацией Нихон Кобудо Кёкай линией передачи традиций Сосуйси-рю является семья Ситама. Записи додзё в Фукуоке указывают следующий порядок преемственности:
1. Футагами Ханносукэ Масааки, основатель, 1650-е года;
2. Ситама Матахити, друг Футагами Ханносукэ;
3. Сэйдзиро Норитада Тасиро, 14 ноября 1666 года;
4. Ситама Синдзиро Мунэтоку (правнук Матахити), 15 апреля 1683 года;
5. Ситама Кибэй Мунэити (первый сын Мунэтоку), 22 августа 1697 года;
6. Яхэй Мунэкацу Оно, 7 мая 1718 года;
7. Ситама Сакугоро Мунэканэ (второй сын Мунэтоку), 27 января 1725 года;
8. Кюдзаэмон Таданао Эномото, 5 октября 1730 года;
9. Ситама Хитиро Мунэмасу, 15 сентября 1739 года;
10. Кудзюро Мунэнао Усуки (третий сын Мунэмасу), 13 сентября 1774 года;
11. Ситама Синдзиро Мунэцуна, 13 января 1818 года;
12. Ситама Ягоро Мунэцуна, 18 ноября 1833 года;
13. Ситама Синго Мунэцугу (изучал дзюдзюцу у мастера Мунэцуны и стал его приёмным сыном), 7 мая 1861 года;
14. Бота Мунэцуна Ситама;
15. Кибэй Масанори Аояги;
16. Ситама Сюсаку (приёмный сын мастера Мунэцуна);
17. Ситама Мандзо Мунэтоси (третий сын Сюсаку).

## Филиалы

### В Японии
Сосуйси-рю имеет три основные школы в Японии.
- Хомбу додзё (яп. 本部, «штаб квартира») линии Ситама Сосуйси-рю является Сяданходзин Сэкирюкан, расположенный в городе Фукуока;
- Сэйрэнкан додзё (член Какусай Будоин, IMAF) по линии Мацуи-ха Сосуйси-рю находится в городе Токио;
- Косонкай додзё по линии Эдо-дэн Сосуйси-рю также находится в городе Токио. Его возглавляет Манабу Ито.

Все вышеперечисленные школы практикуют независимо друг от друга, но в то же время они поддерживают уважительные отношения между собой. Манабу Ито и Ёсихико Усуки посещают Сэкирюкан для совместных тренировок с Ситама Сэнсэем. Они рассматривают Мандзо Ситама в качестве наследственного сихана Сосуйси-рю.

### Интернациональные
Традиции школы Сосуйси-рю преподаются в нескольких додзё и за пределами Японии:
- Новый Южный Уэльс, Австралия — Пэт Харрингтон и Бетти Хаксли (Сэкирюкан);
- Вашингтон и Нью-Йорк, США — Деннис Финк (Сэкирюкан);
- Сингапур (Сэйрэнкан);
- Италия (Сэйрэнкан);
- Лондон, Великобритания (Сэйрэнкан);
- Иллинойс, Северная Каролина и Портленд, США (Сэйрэнкан);

Косонкай додзё под руководством Манабу Ито не имеет международных филиалов и находится исключительно в Токио, Япония.